# Новые Пепены
Новые Пепены (рум. Pepenii Noi, Пепений-Ной) — село в Сынжерейском районе Молдавии. Наряду с сёлами Пепены, Рэзэлэй и Романовка входит в состав коммуны Пепены.

## География
Село расположено на высоте 112 метров над уровнем моря.

## Население
По данным переписи населения 2004 года, в селе Пепений Ной проживает 591 человек (301 мужчина, 290 женщин).
Этнический состав села:
| Национальность | Число жителей | Процентный состав |
| -------------- | ------------- | ----------------- |
| молдаване      | 582           | 98.48             |
| украинцы       | 9             | 1.52              |
| Всего          | 591           | 100%              |